# Polygram
Polygram (i marknadsföringssyfte skrivet PolyGram) var ett amerikanskt skivbolag bildat 1972 genom sammanslagning av Polydor och Phonogram, vilka 1977 fusionerades helt.
Bland då förekommande underetiketter märktes Deutsche Grammophon, Philips, Polydor, Mercury och Vertigo. År 1987 blev bolaget ett helägt dotterbolag till Philips genom att man övertog Siemens AGs andel. Till följd av en nyemission av aktier 1993 minskade Philips ägarandel till 75 procent. Polygram köpte under årens lopp en rad andra skivbolag. Några av de mest kända av dessa är Decca (1979), Island Records (1989), A&M Records (1989) och Motown Records (1993). År 1994 blev Polygram det första västerländska skivbolag som etablerade ett dotterbolag i Ryssland. År 1998 köptes Polygram av den kanadensiska sprittillverkaren Seagram och är sedan dess en del av Universal Music Group.